# Le Soleil (Квебек)
Le Soleil (читается как «Ле Солей», в переводе с французского — «Солнце») — франкоязычная общественно-политическая газета, издающаяся в городе Квебек, столице провинции Квебек (Канада).
Газета основана 28 декабря 1896 года. Придерживается центристских и федералистских позиций. Последнее не мешает ей выступать в защиту французского языка. Ведущая газета города Квебек.

## Ссылка
- Официальный сайт газеты Le Soleil Архивная копия от 30 марта 2016 на Wayback Machine